# 3.ª etapa do Tour de France de 2023
A 3.ª etapa do Tour de France de 2023 teve lugar na segunda-feira 3 de julho de 2023 entre entre Amorebieta-Etxano ao País Basco espanhol em Espanha e Baiona, numa distância de 193,5 km.

## Percurso
O começo desta etapa apresenta um perfil ondulado através do País Basco espanhol. Após uma quarentena de quilómetros, o percurso apanha a costa atlântica em Lekeitio depois percorre a costa do Oceano Atlântico para o este durante uma boa parte da etapa que passa por San Sebastián onde a chegada da véspera estava organizada. A etapa compreende quatro cols (máximo 3.º categoria) supera antes San Sebastián. A Volta penetra na França a Hendaia a 53 quilómetros da chegada em Baiona. O final da etapa, através do País Basco francês, apresenta menos de desnível e poderia convir aos sprinters.
A saída fictícia da etapa está previsto às 13h00, a saída real às 13h15 e a chegada está prevista entre as 17h27 e 17h51 segundo a velocidade média da etapa (a organização tem calculado as horas de chegado para velocidades médias de 46km/h e 42km/h).

## Classificação da etapa
| Amorebieta-Echano - Baiona | etapa plana | (193,5 km) |

| \| Classificação por etapas \| Classificação por etapas \| Classificação por etapas \| Classificação por etapas \| Classificação por etapas \| \| Ciclista \| Ciclista \| Equipe \| Tempo \| \| \| ------------------------ \| ------------------------ \| ------------------------ \| ------------------------ \| ------------------------ \| \| 1. \| Jasper Philipsen \| Alpecin-Deceuninck \| 4h43m15s \| \| \| 2. \| Phil Bauhaus \| Bahrain Victorious \| + 0s \| \| \| 3. \| Caleb Ewan \| Lotto Dstny \| + 0s \| \| \| 4. \| Fabio Jakobsen \| Soudal Quick-Step \| + 0s \| \| \| 5. \| Wout van Aert \| Jumbo-Visma \| + 0s \| \| \| 6. \| Mark Cavendish \| Astana Qazaqstan Team \| + 0s \| \| \| 7. \| Jordi Meeus \| Bora-Hansgrohe \| + 0s \| \| \| 8. \| Dylan Groenewegen \| Team Jayco AlUla \| + 0s \| \| \| 9. \| Mads Pedersen \| Lidl-Trek \| + 0s \| \| \| 10. \| Bryan Coquard \| Cofidis \| + 0s \| \| |                   |                       |          |
| |                   |                       |          |
| Fonte: ProCyclingStats |                   |                       |          |
| Classificação por etapas |                   |                       |          |
| Ciclista | Ciclista          | Equipe                | Tempo    |
| 1. | Jasper Philipsen  | Alpecin-Deceuninck    | 4h43m15s |
| 2. | Phil Bauhaus      | Bahrain Victorious    | + 0s     |
| 3. | Caleb Ewan        | Lotto Dstny           | + 0s     |
| 4. | Fabio Jakobsen    | Soudal Quick-Step     | + 0s     |
| 5. | Wout van Aert     | Jumbo-Visma           | + 0s     |
| 6. | Mark Cavendish    | Astana Qazaqstan Team | + 0s     |
| 7. | Jordi Meeus       | Bora-Hansgrohe        | + 0s     |
| 8. | Dylan Groenewegen | Team Jayco AlUla      | + 0s     |
| 9. | Mads Pedersen     | Lidl-Trek             | + 0s     |
| 10. | Bryan Coquard     | Cofidis               | + 0s     |

## Classificações ao final da etapa

### Classificação geral(Maillot Jaune)
| \| Classificação geral \| Classificação geral \| Classificação geral \| Classificação geral \| Classificação geral \| \| Ciclista \| Ciclista \| Equipe \| Tempo \| \| \| ------------------- \| ------------------- \| ------------------- \| ------------------- \| ------------------- \| \| 1. \| Adam Yates \| UAE Team Emirates \| 13h52m33s \| \| \| 2. \| Tadej Pogačar \| UAE Team Emirates \| + 6s \| \| \| 3. \| Simon Yates \| Team Jayco AlUla \| + 6s \| \| \| 4. \| Victor Lafay \| Cofidis \| + 12s \| \| \| 5. \| Wout van Aert \| Jumbo-Visma \| + 16s \| \| \| 6. \| Jonas Vingegaard \| Jumbo-Visma \| + 17s \| \| \| 7. \| Michael Woods \| Israel-Premier Tech \| + 22s \| \| \| 8. \| Jai Hindley \| Bora-Hansgrohe \| + 22s \| \| \| 9. \| Carlos Rodríguez \| Ineos Grenadiers \| + 22s \| \| \| 10. \| Mattias Skjelmose \| Lidl-Trek \| + 22s \| \| |                   |                     |           |
| |                   |                     |           |
| Fonte: ProCyclingStats |                   |                     |           |
| Classificação geral |                   |                     |           |
| Ciclista | Ciclista          | Equipe              | Tempo     |
| 1. | Adam Yates        | UAE Team Emirates   | 13h52m33s |
| 2. | Tadej Pogačar     | UAE Team Emirates   | + 6s      |
| 3. | Simon Yates       | Team Jayco AlUla    | + 6s      |
| 4. | Victor Lafay      | Cofidis             | + 12s     |
| 5. | Wout van Aert     | Jumbo-Visma         | + 16s     |
| 6. | Jonas Vingegaard  | Jumbo-Visma         | + 17s     |
| 7. | Michael Woods     | Israel-Premier Tech | + 22s     |
| 8. | Jai Hindley       | Bora-Hansgrohe      | + 22s     |
| 9. | Carlos Rodríguez  | Ineos Grenadiers    | + 22s     |
| 10. | Mattias Skjelmose | Lidl-Trek           | + 22s     |

### Classificação por pontos(Maillot Vert)
| Classificação por pontos | Classificação por pontos | Classificação por pontos | Classificação por pontos | Classificação por pontos |
| Ciclista                 | Ciclista                 | Equipe                   | Pontos                   |                          |
| ------------------------ | ------------------------ | ------------------------ | ------------------------ | ------------------------ |
| 1.                       | Victor Lafay             | Cofidis                  | 80 pts                   |                          |
| 2.                       | Jasper Philipsen         | Alpecin-Deceuninck       | 80 pts                   |                          |
| 3.                       | Wout van Aert            | Jumbo-Visma              | 52 pts                   |                          |
| 4.                       | Tadej Pogačar            | UAE Team Emirates        | 42 pts                   |                          |
| 5.                       | Mads Pedersen            | Lidl-Trek                | 39 pts                   |                          |
| 6.                       | Mark Cavendish           | Astana Qazaqstan Team    | 36 pts                   |                          |
| 7.                       | Neilson Powless          | EF Education-EasyPost    | 32 pts                   |                          |
| 8.                       | Michael Woods            | Israel-Premier Tech      | 31 pts                   |                          |
| 9.                       | Jordi Meeus              | Bora-Hansgrohe           | 31 pts                   |                          |
| 10.                      | Adam Yates               | UAE Team Emirates        | 30 pts                   |                          |

### Classificação da montanha(Maillot à Pois Rouges)
| Classificação da montanha | Classificação da montanha | Classificação da montanha | Classificação da montanha | Classificação da montanha |
| Ciclista                  | Ciclista                  | Equipe                    | Pontos                    |                           |
| ------------------------- | ------------------------- | ------------------------- | ------------------------- | ------------------------- |
| 1.                        | Neilson Powless           | EF Education-EasyPost     | 18 pts                    |                           |
| 2.                        | Tadej Pogačar             | UAE Team Emirates         | 7 pts                     |                           |
| 3.                        | Jonas Vingegaard          | Jumbo-Visma               | 4 pts                     |                           |
| 4.                        | Pascal Eenkhoorn          | Lotto Dstny               | 3 pts                     |                           |
| 5.                        | Georg Zimmermann          | Intermarché-Circus-Wanty  | 3 pts                     |                           |
| 6.                        | Laurent Pichon            | Arkéa-Samsic              | 3 pts                     |                           |
| 7.                        | Jonas Gregaard            | Uno-X Pro Cycling Team    | 2 pts                     |                           |
| 8.                        | Simon Yates               | Team Jayco AlUla          | 2 pts                     |                           |
| 9.                        | Esteban Chaves            | EF Education-EasyPost     | 2 pts                     |                           |
| 10.                       | Edvald Boasson Hagen      | TotalEnergies             | 2 pts                     |                           |

### Classificação do melhor jovem(Maillot Blanc)
| Classificação dos jovens | Classificação dos jovens   | Classificação dos jovens | Classificação dos jovens | Classificação dos jovens |
| Ciclista                 | Ciclista                   | Equipe                   | Tempo                    |                          |
| ------------------------ | -------------------------- | ------------------------ | ------------------------ | ------------------------ |
| 1.                       | Tadej Pogačar              | UAE Team Emirates        | 13h52m39s                |                          |
| 2.                       | Carlos Rodríguez           | Ineos Grenadiers         | + 16s                    |                          |
| 3.                       | Mattias Skjelmose          | Lidl-Trek                | + 16s                    |                          |
| 4.                       | Thomas Pidcock             | Ineos Grenadiers         | + 37s                    |                          |
| 5.                       | Matthew Dinham             | Team DSM-Firmenich       | + 3m02s                  |                          |
| 6.                       | Tobias Halland Johannessen | Uno-X Pro Cycling Team   | + 4m34s                  |                          |
| 7.                       | Corbin Strong              | Israel-Premier Tech      | + 5m37s                  |                          |
| 8.                       | Félix Gall                 | AG2R Citroën Team        | + 5m37s                  |                          |
| 9.                       | Mathieu Burgaudeau         | TotalEnergies            | + 11m49s                 |                          |
| 10.                      | Matis Louvel               | Arkéa-Samsic             | + 13m03s                 |                          |

### Classificação por equipas(Classement par Équipe)
| Classificação por equipes | Classificação por equipes | Classificação por equipes | Classificação por equipes |
| Equipe                    | Equipe                    | Tempo                     |                           |
| ------------------------- | ------------------------- | ------------------------- | ------------------------- |
| 1.                        | Jumbo-Visma               | 41h38m45s                 |                           |
| 2.                        | Bahrain Victorious        | + 42s                     |                           |
| 3.                        | Ineos Grenadiers          | + 42s                     |                           |
| 4.                        | UAE Team Emirates         | + 1m07s                   |                           |
| 5.                        | Lidl-Trek                 | + 3m26s                   |                           |
| 6.                        | Groupama-FDJ              | + 5m11s                   |                           |
| 7.                        | Israel-Premier Tech       | + 5m42s                   |                           |
| 8.                        | Bora-Hansgrohe            | + 8m46s                   |                           |
| 9.                        | AG2R Citroën Team         | + 9m26s                   |                           |
| 10.                       | Team DSM-Firmenich        | + 13m31s                  |                           |